# Espeyrac
Espeyrac település Franciaországban, Aveyron megyében. Lakosainak száma 248 fő (2022. január 1.). Espeyrac Campuac, Le Fel, Entraygues-sur-Truyère, Golinhac, Saint-Félix-de-Lunel és Sénergues községekkel határos.

## Népesség
A település népességének változása:
| Lakosok száma | 352  | 287  | 243  | 242  | 244  | 237  | 245  | 249  | 250  | 248  |
|               | 1968 | 1982 | 1999 | 2006 | 2011 | 2015 | 2017 | 2018 | 2020 | 2022 |